# Théâtre royal Carré
Le théâtre royal Carré (en néerlandais : Koninklijk Theater Carré) est un théâtre néerlandais situé à Amsterdam, sur les berges de l'Amstel, dans l'arrondissement du centre. 
Construit dans un style néo-Renaissance, le bâtiment, achevé en 1887, porte initialement le nom de « Circus Carré ». Il est classé au registre des monuments nationaux. Alors qu'il devait initialement accueillir un cirque permanent, sous la direction de la troupe de Oscar Carré, il accueille aujourd'hui des comédies musicales, des cabarets ainsi que divers concerts. Son adresse est Amstel 115 et il dispose d'environ 1 700 places assises.

## Galerie

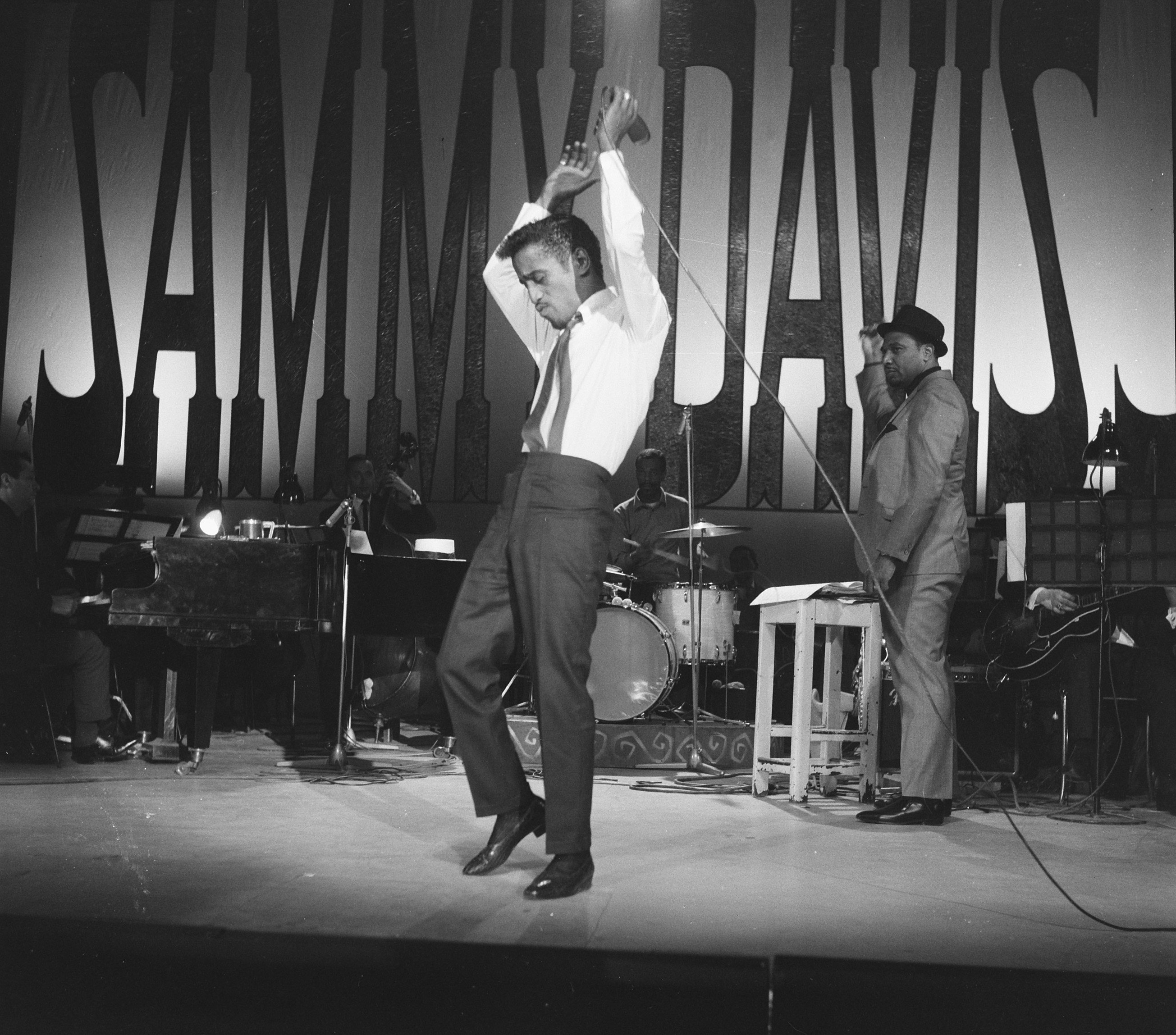
Sammy Davis Jr., sur la scène du Théâtre Carré, le 20 mars 1964.
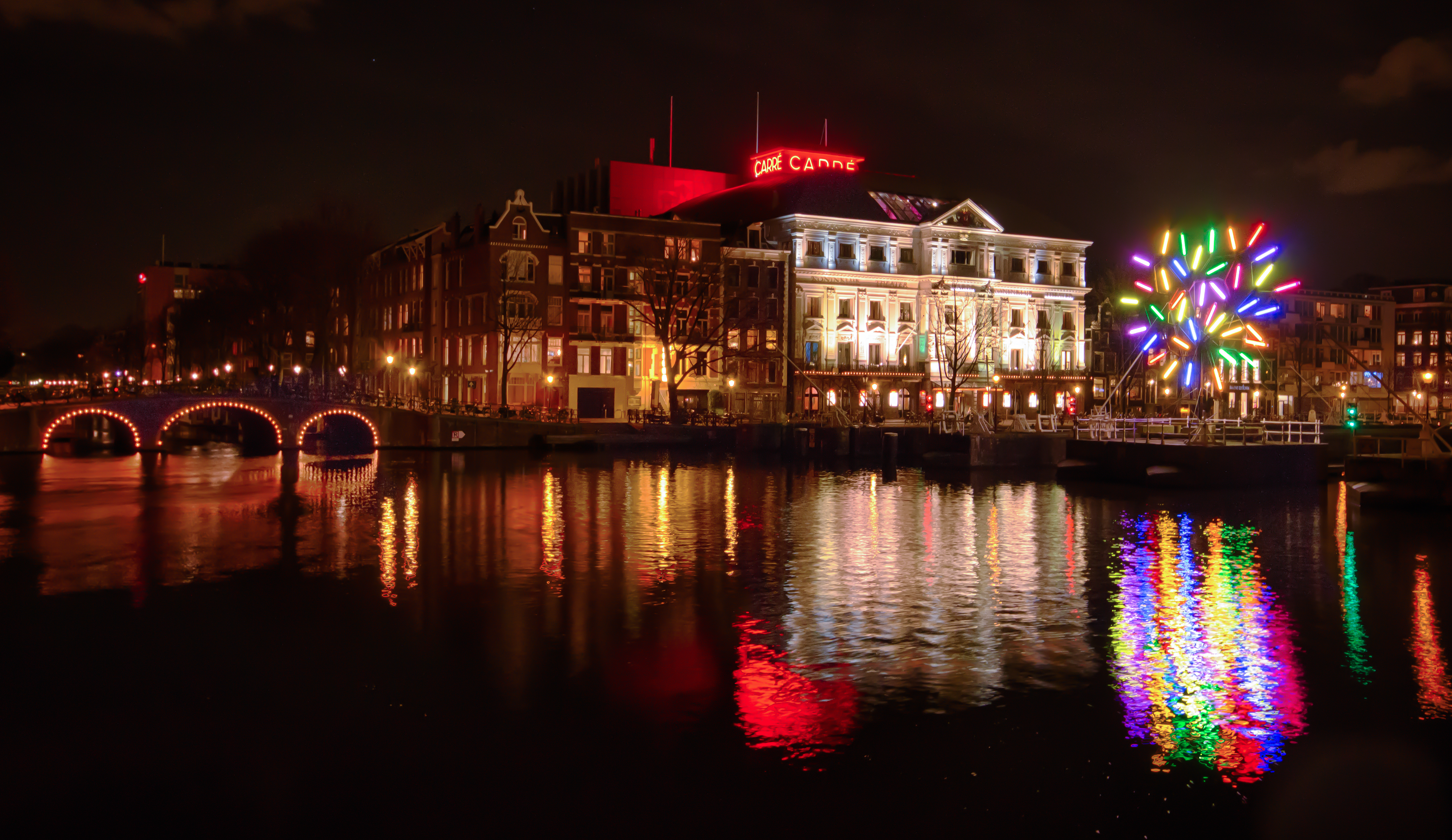
Le théâtre lors de la fête des Lumières d'Amsterdam, en 2013 (Big Tree par Jacques Rival à la surface de l'eau).
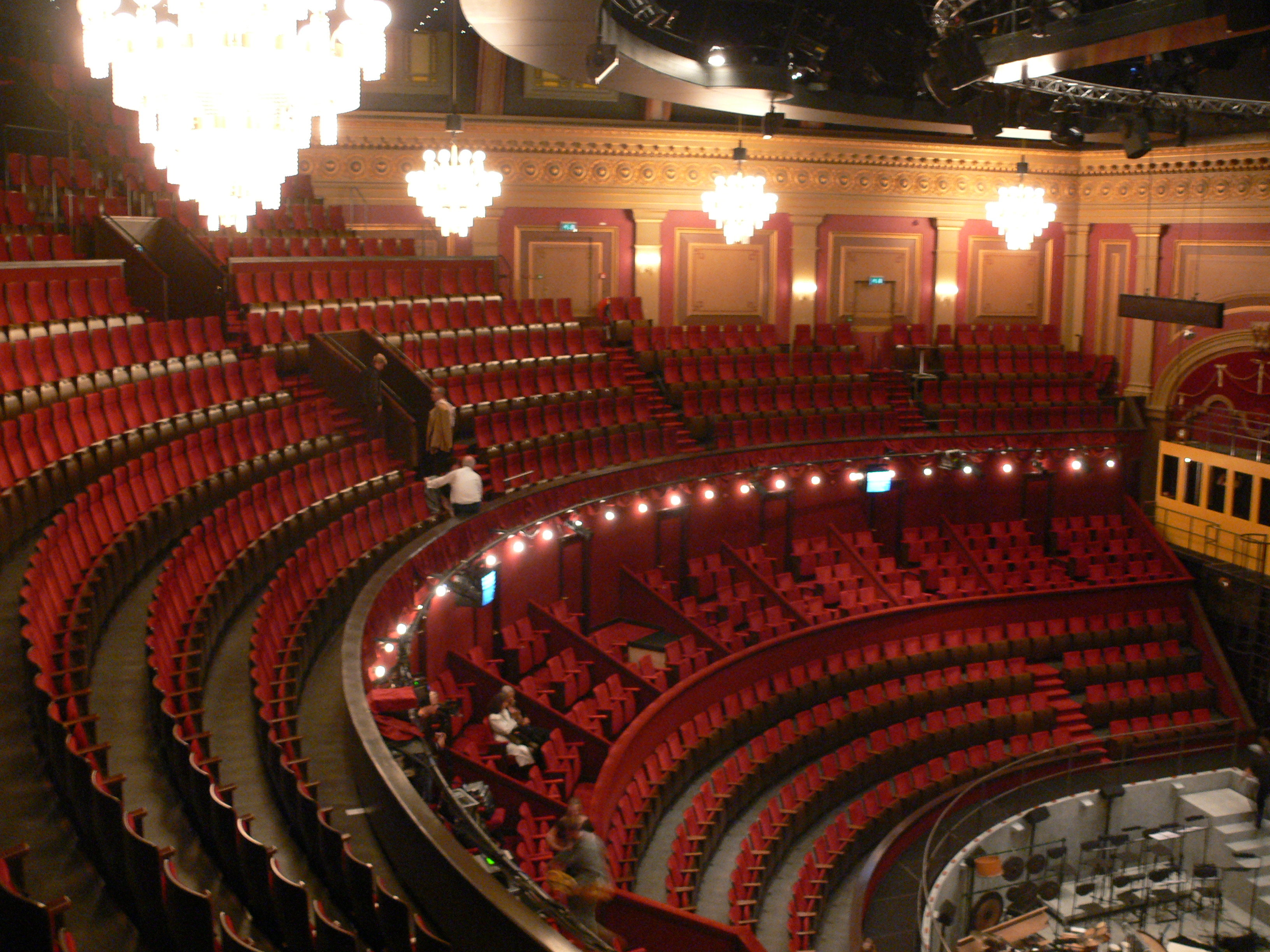
Salle intérieure.
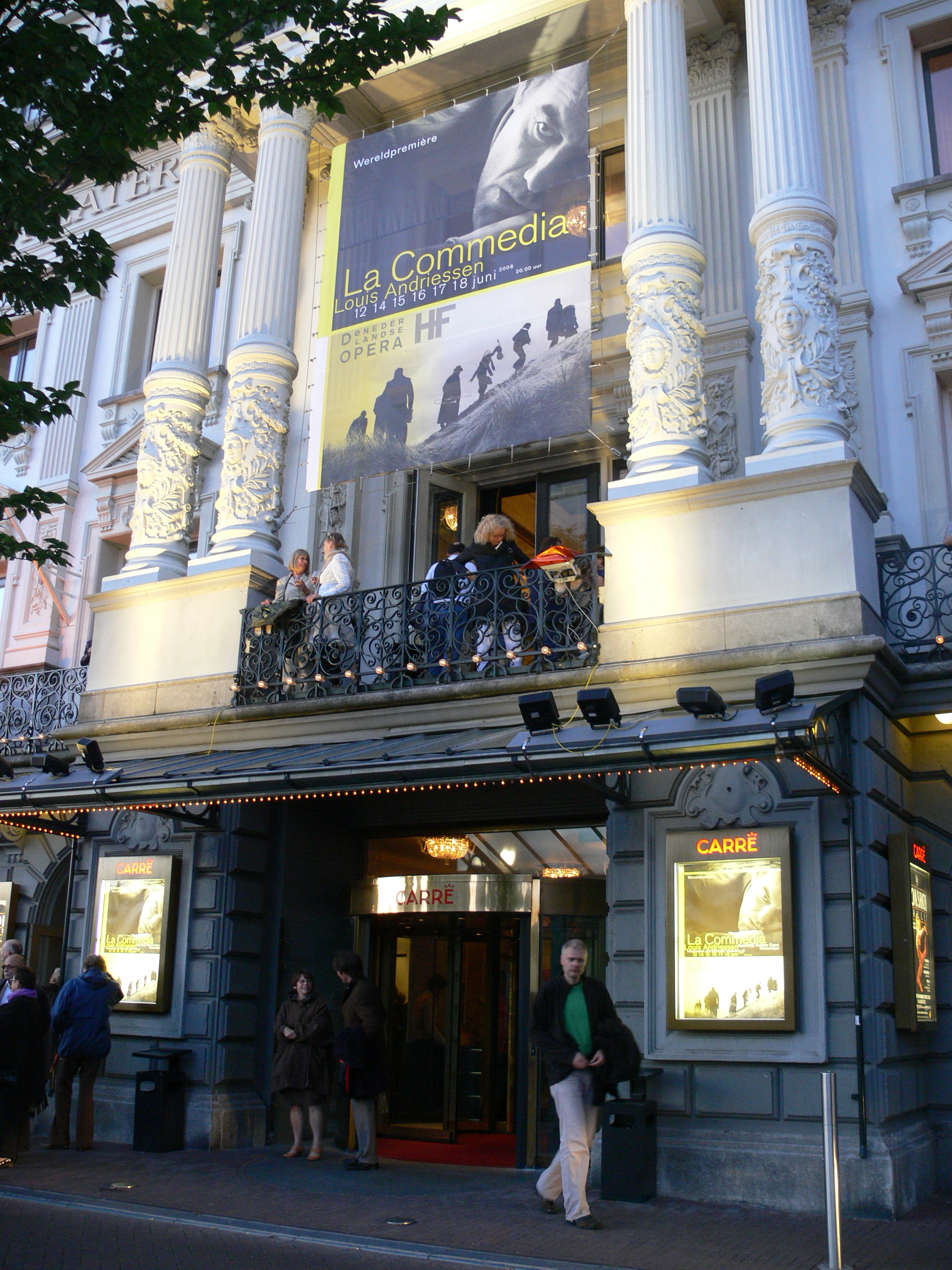
Entrée principale du bâtiment.